# Emirado de Creta
O Emirado de Creta, chamado Icritixe (Iqritix) ou Icrítia (Iqritiya) pelos árabes, foi um estado muçulmano que existiu na ilha de Creta, no mar Mediterrâneo, desde a década de 820 até à reconquista da ilha pelo Império Bizantino em 961. Creta foi conquistada por grupo de exilados do Alandalus c. 824 ou 827-828 e logo se estabeleceu como um Estado independente. Várias tentativas de retomar a ilha por parte dos bizantinos falharam de forma desastrosa e, durante os 135 anos da sua existência, o emirado foi um dos principais inimigos do Império Bizantino.
Creta tinha posição estratégica ao controlo das rotas marítimas do Mediterrâneo Oriental e funcionava como base avançada e refúgio seguro para frotas de corsários do mundo muçulmano que saqueavam as costas do mar Egeu controladas pelos bizantinos. A história interna do emirado é mal conhecida, mas todos os registos apontam para uma prosperidade considerável advinda não só da pirataria, mas também de intenso comércio e da agricultura. O emirado acabou quando o futuro imperador Nicéforo II lançou, contra ele, uma enorme campanha em 960-961.

## História

### Antecedentes
Creta foi alvo de ataques muçulmanos desde a primeira vaga de conquistas de meados do século VII. O primeiro grande raide deu-se em 654 e repetiu-se outro em 674-675. Partes da ilha foram temporariamente ocupadas durante o reinado do califa omíada Ualide I (r. 705–715). No entanto, a ilha nunca foi conquistada e à parte de alguns raides ocasionais no século VIII, permaneceu de forma segura em poder dos bizantinos. Creta estava demasiado longe das bases navais árabes do Levante para que tivesse sido empreendida uma campanha com o objetivo de conquista.

### Conquista

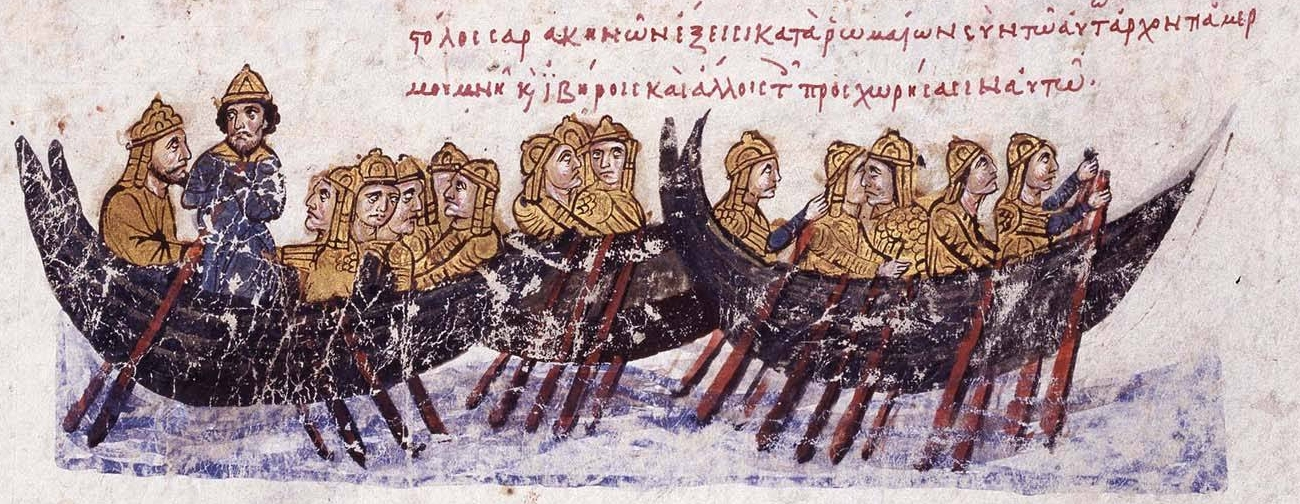
Frota sarracena navega em direção a Creta; iluminura do Escilitzes de Madri

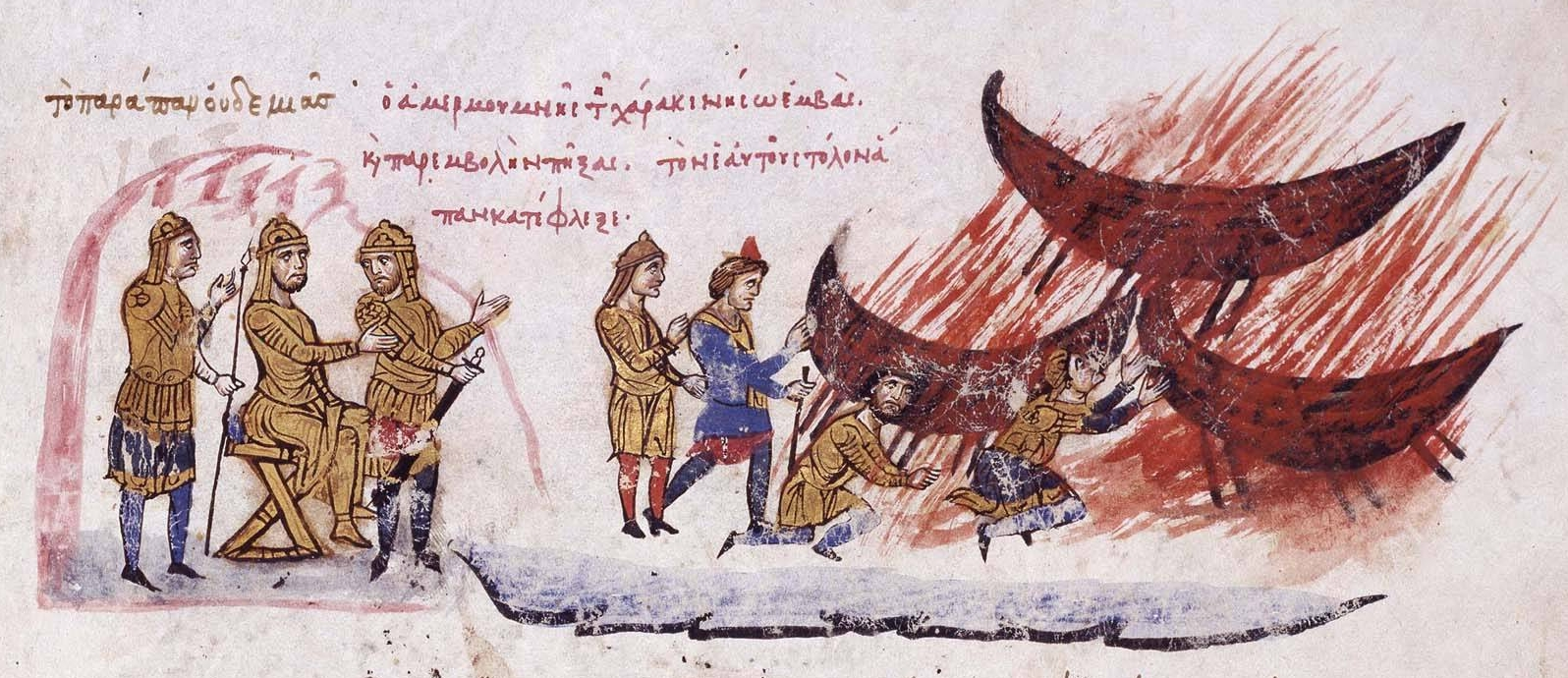
Abu Hafes ordena que seus navios fossem incendiados; iluminura do Escilitzes de Madri

Na segunda metade do reinado do imperador Miguel II, o Amoriano (r. 820–829), um grupo de exilados do Alandalus desembarcou em Creta e iniciou a sua conquista. Esses exilados tinham atrás de si uma longa história de deambulação. Eram os sobreviventes de uma revolta falhada contra o emir de Córdova, Aláqueme I. Após a revolta ter sido esmagada, todos os habitantes de Rabade, subúrbio de Córdova, foram forçados a exilar-se. Alguns estabeleceram-se em Marrocos, mas outros, mais de de 10 000, tornaram-se piratas, provavelmente juntando-se a outros andalusinos. Alguns destes últimos, liderados por Omar ibne Hafes ibne Xuaibe ibne Issa Albaluti, usualmente conhecido por Abu Hafes, desembarcaram em Alexandria e tomaram controle da cidade até 827, quando foram cercados e expulsos pelo general abássida Abedalá ibne Tair Coraçane.
A cronologia do desembarque em Creta é incerta. Segundo fontes islâmicas, ocorreu em 827 ou 828, após a expulsão andalusina de Alexandria. No entanto, as fontes bizantinas contradizem essas datas e colocam o desembarque pouco depois da supressão da grande revolta de Tomás, o Eslavo (821–823). Outras considerações sobre o número e cronologia das campanhas bizantinas contra os invasores e o estudo prosopográfico dos generais bizantinos levaram historiadores como Vasileios Christides e Christos Makrypoulias a sugerir que o desembarque teria ocorrido circa 824.
Nos termos do acordo que fizeram com ibne Tair, os andalusinos e suas famílias deixaram Alexandria em 40 navios. O historiador Warren Treadgold estima que eram cerca de 12 000 pessoas, das quais cerca de 3 000 seriam militares. Para os historiadores bizantinos, os andalusinos já conheciam Creta por terem feito raides à ilha no passado. Também relatam que o objetivo inicial do desembarque dos muçulmanos era apenas um raide, mas foi transformado num desafio de conquista quando Abu Hafes incendiou os navios. Porém, dado que os exilados estavam acompanhados das suas famílias, provavelmente isso é uma invenção posterior. O local de desembarque dos andalusinos é também desconhecido. Alguns académicos pensam que foi na costa norte, na baía de Suda (perto de Chania), ou no local onde construíram sua principal cidade e fortaleza, Chandax (em árabe: Rabade Ralandaque; [castelo do fosso]; atual Heraclião), mas há outros que sugerem que é mais provável que tenham desembarcado na costa sul e depois se tenham deslocado para as áreas mais densamente povoadas do interior e costa norte.

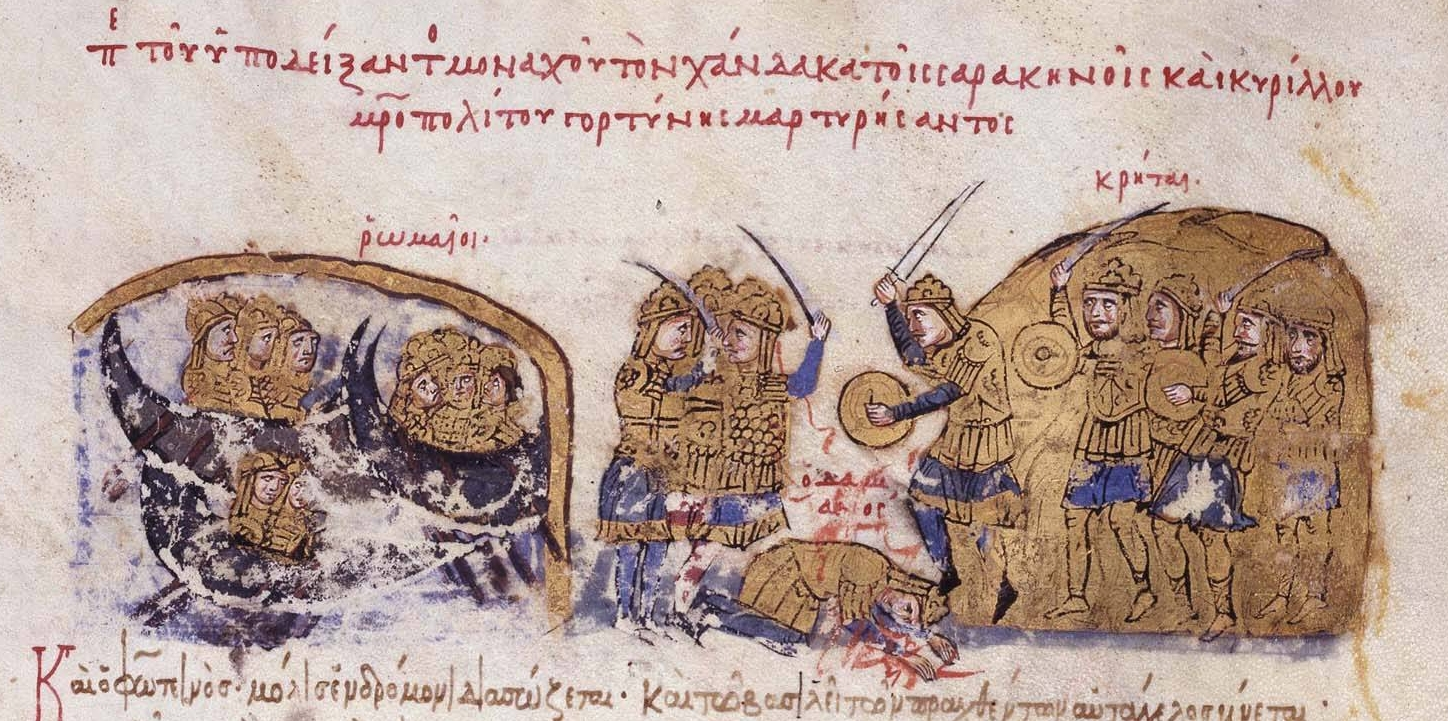
Sarracenos derrotam Damião; iluminura do Escilitzes de Madri

Ao saber do desembarque, Miguel II reagiu enviando sucessivas expedições para recuperá-la. Porém, a capacidade de resposta efetiva do Império Bizantino foi restringida pelas perdas sofridas na revolta de Tomás e, — se a invasão se deu mais tarde, em 827 ou 828, — pelo envio de navios e homens à Sicília, gradualmente invadida pelos aglábidas da Tunísia. A primeira delas, sob Fotino e Damião foi derrotada numa batalha travada em campo aberto, na qual Damião morreu. A expedição seguinte foi enviada um ano depois e incluía 70 navios sob Crátero. A segunda expedição começou vitoriosa, mas a autoconfiança excessiva dos bizantinos levou-os a serem derrotados num ataque noturno. Crátero logrou conseguir fugir para Cós, mas aí foi capturado e crucificado. Christos Makrypoulias sugere que as campanhas devem ter tido lugar antes dos andalusinos terem completado a construção de Chandax, para onde transferiram a capital, anteriormente sediada em Gortina no interior sul.

### O emirado "pirata"

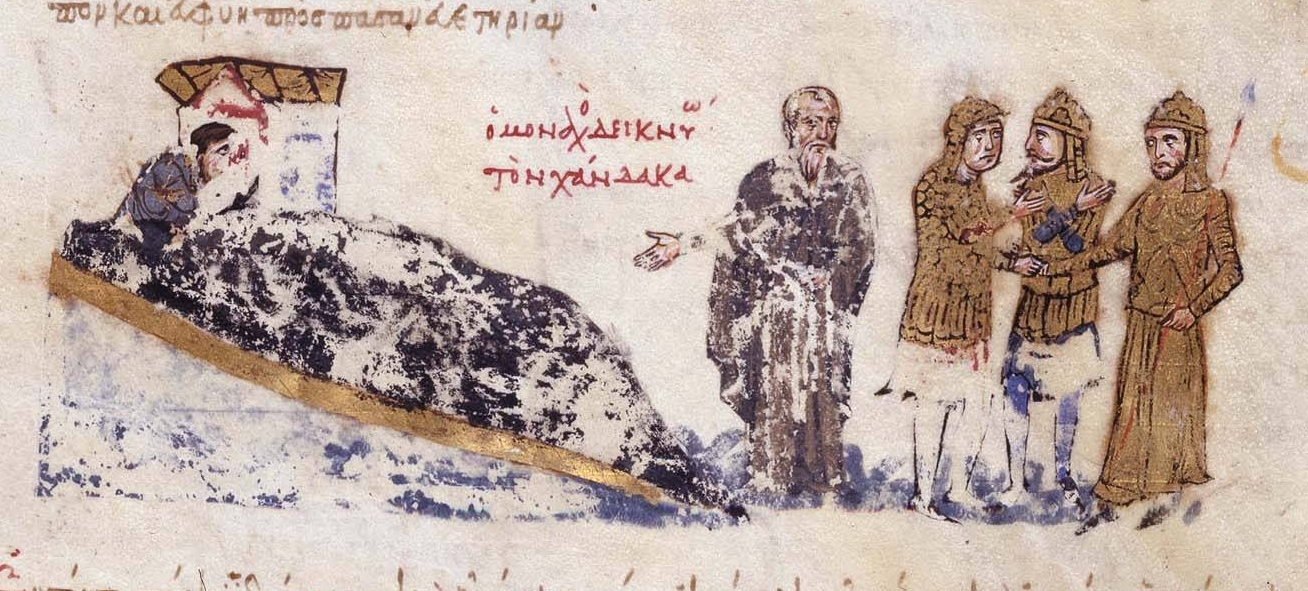
Monge mostra aos árabes onde construir Chandax; iluminura do Escilitzes de Madri

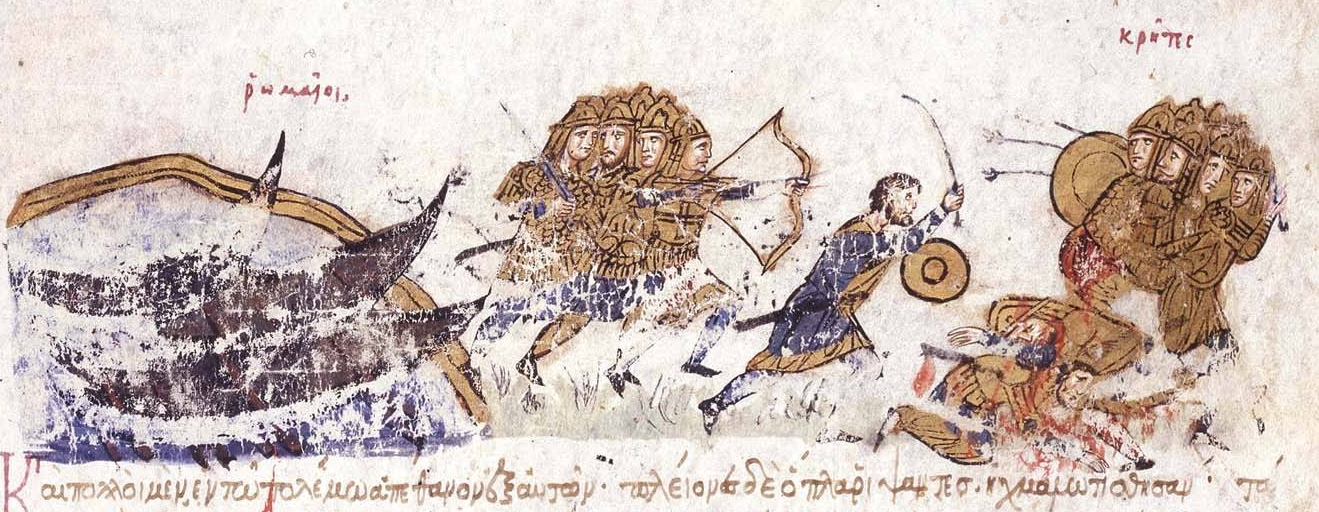
Crátero derrota os sarracenos em Creta; iluminura do Escilitzes de Madri

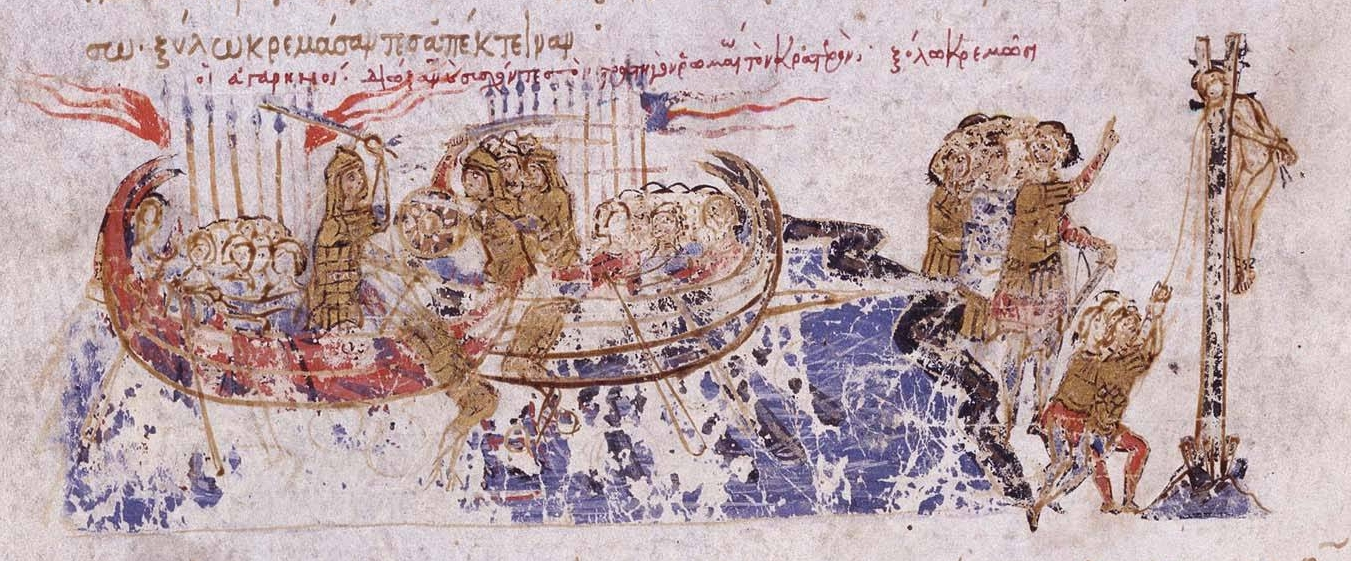
Crátero é capturado e crucificado em Cós; iluminura do Escilitzes de Madri

Tendo rechaçado os primeiros ataques bizantinos, Abu Hafes consolidou lentamente o seu controlo sobre toda a ilha e instalou-se como governante. Reconheceu a suserania do califa abássida, mas na prática governou como um príncipe independente de facto. A conquista da ilha teve grande impacto no equilíbrio estratégico da região, pois alterou o equilíbrio de poder naval no Mediterrâneo Oriental e desprotegeu as costas do Egeu, até aí seguras, que passaram a ser assoladas por raides frequentes e devastadores.
Os andalusinos também ocuparam várias das ilhas Cíclades nos primeiros anos que estiveram em Creta, mas Miguel II organizou outra expedição de grande envergadura, em que participou um corpo de marinha completamente novo, os Tessaracontários, e foram usados novos navios. Sob Nicetas Orifa, esta frota expulsou os árabes das ilhas egeias, mas falhou na reconquista de Creta. O sucessor de Miguel II, Teófilo (r. 829–842), enviou uma embaixada ao emir de Córdova Abderramão II, tentando convencê-lo a juntarem esforços contra os exilados andalusinos, mas o governante cordovês limitou-se a dar seu assentimento a qualquer ação militar contra os seus súbditos rebeldes. Em outubro de 829, os cretenses destruíram uma frota imperial ao largo de Tasos e depois dirigiram-se ao monte Atos, que devastaram. Depois atacaram Lesbos em 837 e as costas do Tema Tracesiano, no sudoeste da Ásia Menor, onde destruíram o centro monástico do monte Latros, mas sofreram uma pesada derrota frente ao estratego local Constantino Contomita.
Depois da morte de Teófilo em 842, foram tomadas novas medidas para enfrentar a ameaça cretense. Em 843 foi criado um novo tema marítimo, do mar Egeu, para lidar mais eficazmente com os raides sarracenos. Sob o comando pessoal do poderoso logóteta do dromo e regente Teoctisto, uma expedição tentou novamente tomar Creta. Apesar de ter chegado a culpar a maior parte da ilha, Teoctisto teve que abandonar o exército devido a intrigas políticas na capital e as tropas acabaram chacinadas pelos árabes. Num esforço para enfraquecer os sarracenos, em 853 várias frotas envolveram-se em operações coordenadas no Mediterrâneo Oriental, atacando a base naval egípcia de Damieta e capturando armas destinadas a Creta. Apesar de alguns êxitos nos anos seguintes, os cretenses fizeram raides no início da década de 860, atacando o Peloponeso, as Cíclades e o monte Atos. Em 866, o César bizantino Bardas juntou uma grande força expedicionária para subjugar Creta, mas o seu assassinato às mãos de Basílio I, o Macedónio (r. 867–886) apenas duas semanas depois da partida da frota da capital, ditou o fim da missão.

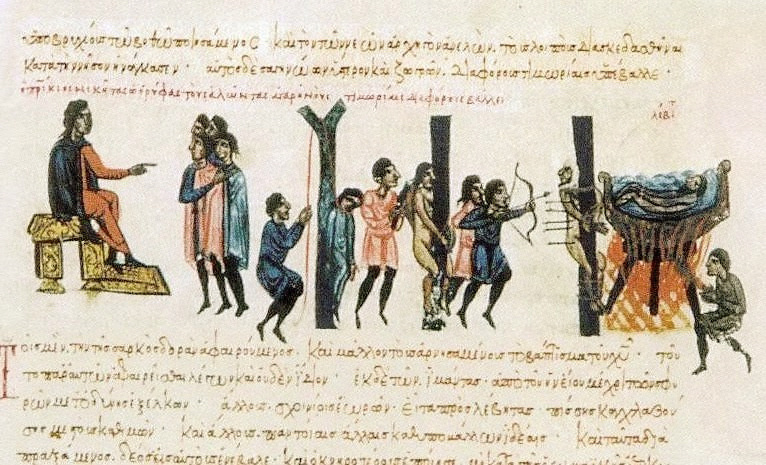
Nicetas Orifa pune os sarracenos cretenses; iluminura do Escilitzes de Madri

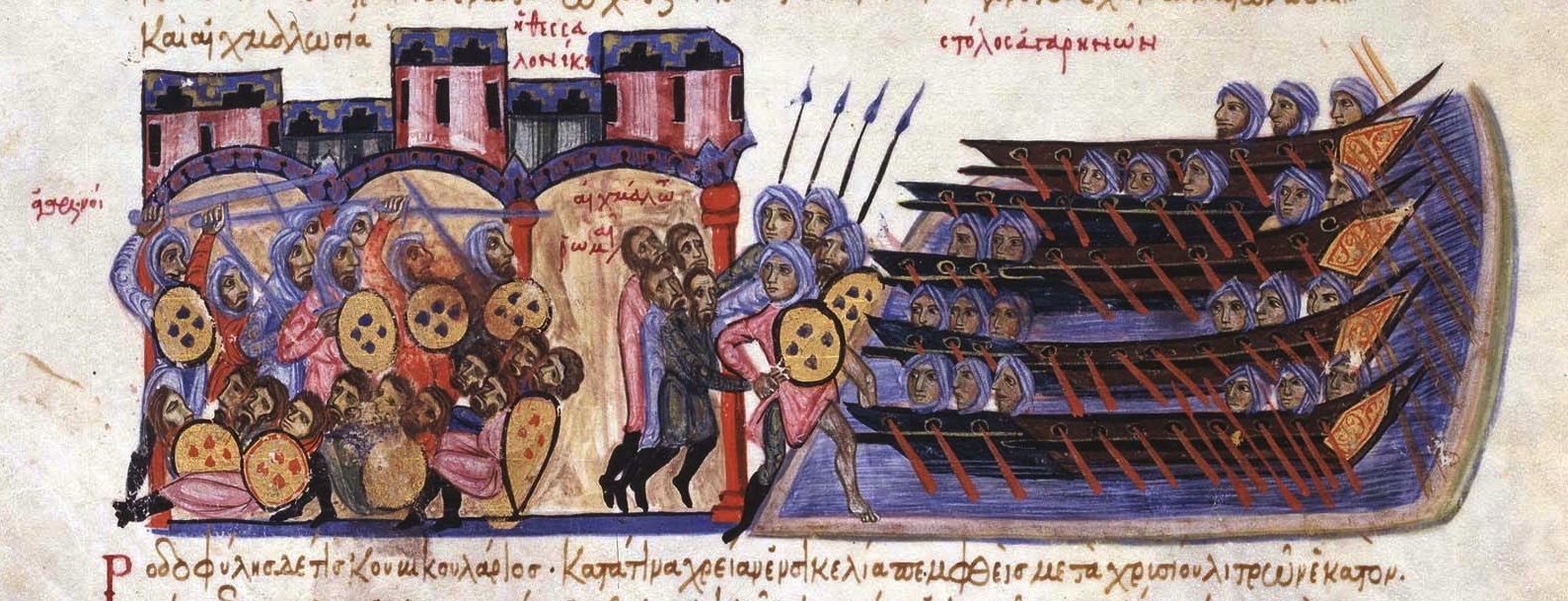
Saque de Salonica; Iluminura no Escilitzes de Madri

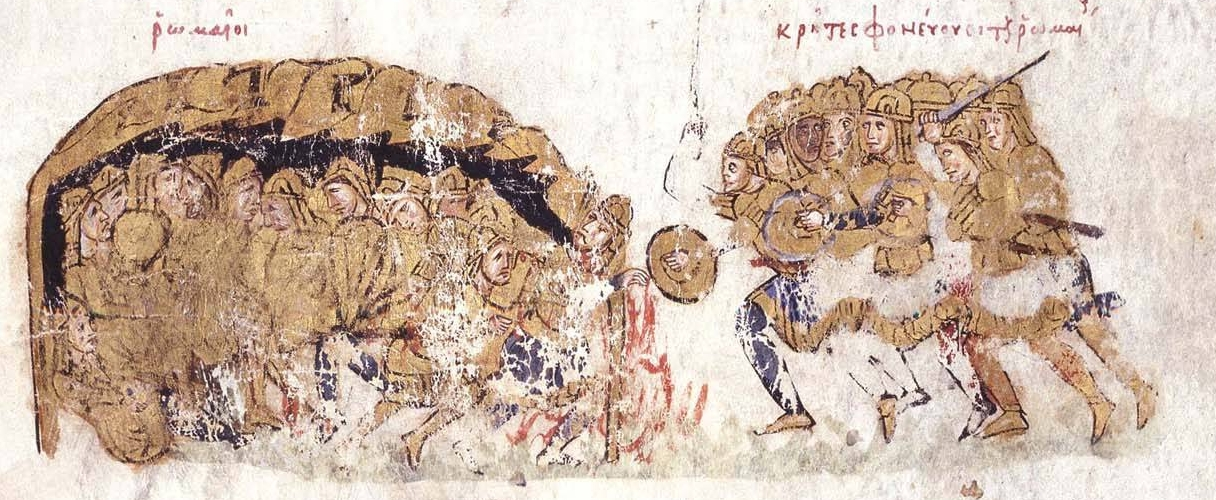
Árabes matam os homens de Constantino Gongila; Iluminura no Escilitzes de Madri

No início da década de 870, os raides cretenses aumentaram de intensidade. As suas frotas, muitas vezes comandadas por renegados bizantinos, circulavam no Egeu e mais longe, chegando às costas da Dalmácia. Numa ocasião, uma frota cretense liderada por Fócio chegou a entrar no mar de Mármara, nas proximidades de Constantinopla e atacou Proconeso sem sucesso. Foi a primeira vez desde o segundo cerco árabe de Constantinopla, em 717-718, que uma frota muçulmana chegou tão perto da capital bizantina.Contudo, no seu regresso sofreu uma pesada derrota frente ao novo almirante bizantino, Nicetas Orifa, na batalha de Cárdia. Pouco tempo depois, Orifa derrotou novamente os cretenses no golfo de Corinto e fez muitos prisioneiros, que torturou intensamente para vingar os seus raides. Aproximadamente no mesmo período, a frota muçulmana de Tarso liderada pelo emir Iazamane Alcadim foi destruída perto de Cálcis. Estas vitórias bizantinas aparentemente conduziram a tréguas temporárias e ao que parece o emir cretense Saipes (Xuaibe I ibne Omar) foi obrigado a pagar tributo ao Império Bizantino durante cerca de uma década.
Os raides foram retomados pouco depois, com frotas sírias e norte africanas se juntando aos cretenses. O Peloponeso foi fustigado particularmente pelos novos raides, mas Eubeia e Cíclades também sofreram bastante: Patmos, Cárpatos e a vizinha Socastro ficaram sob controle cretense, e o governo cretense estendeu-se para norte até pelo menos Egina, no golfo Sarónico, e para Elafoniso e Citera, na costa sul do Peloponeso. A grande ilha de Naxos foi obrigada a pagar tributo (jizia) e talvez o mesmo aconteceu com Paros e Ios. A presença árabe deixou geralmente pouco material ou traços literários e a lista de ilhas controladas ou ocupados em alguma ocasião por eles pode ser mais longa. No entanto, o impacto desta nova onda de raides árabes foi sentida ao longo do Egeu, onde algumas ilhas foram abandonadas e vários locais costeiros foram abandonados em diversas regiões, devido às populações se terem mudado ao interior, onde estavam mais protegidas. Atenas pode ter sido ocupada c. 896-902 e em 904 frota síria sob Leão de Trípoli saqueou Salonica, a maior cidade bizantina após Constantinopla. Os cretenses mantinham estreita cooperação com os sírios, que usavam a ilha como base ou ponto de escala, como foi o caso de Leão quando voltou de Salonica. Na ocasião, muitos dos mais de 20 000 cativos de Salonica foram vendidos ou oferecidos como escravos em Creta. De forma similar, o Emirado de Creta recebeu forte apoio dos governantes tulúnidas do Egito (868–905), mas seus sucessores iquíxidas negligenciou ajudá-lo.
No outono de 911 foi lançada uma expedição de 177 navios e 43 000 homens contra Creta, comandada pelo almirante Himério, que foi forçado a retirar da ilha depois de alguns meses de cerco a Chandax. A frota acabaria destruída numa batalha naval ao largo de Quios, por uma frota combinada de cretenses e sírios comandada por Leão de Trípoli e Damião de Tarso.

### Reconquista bizantina

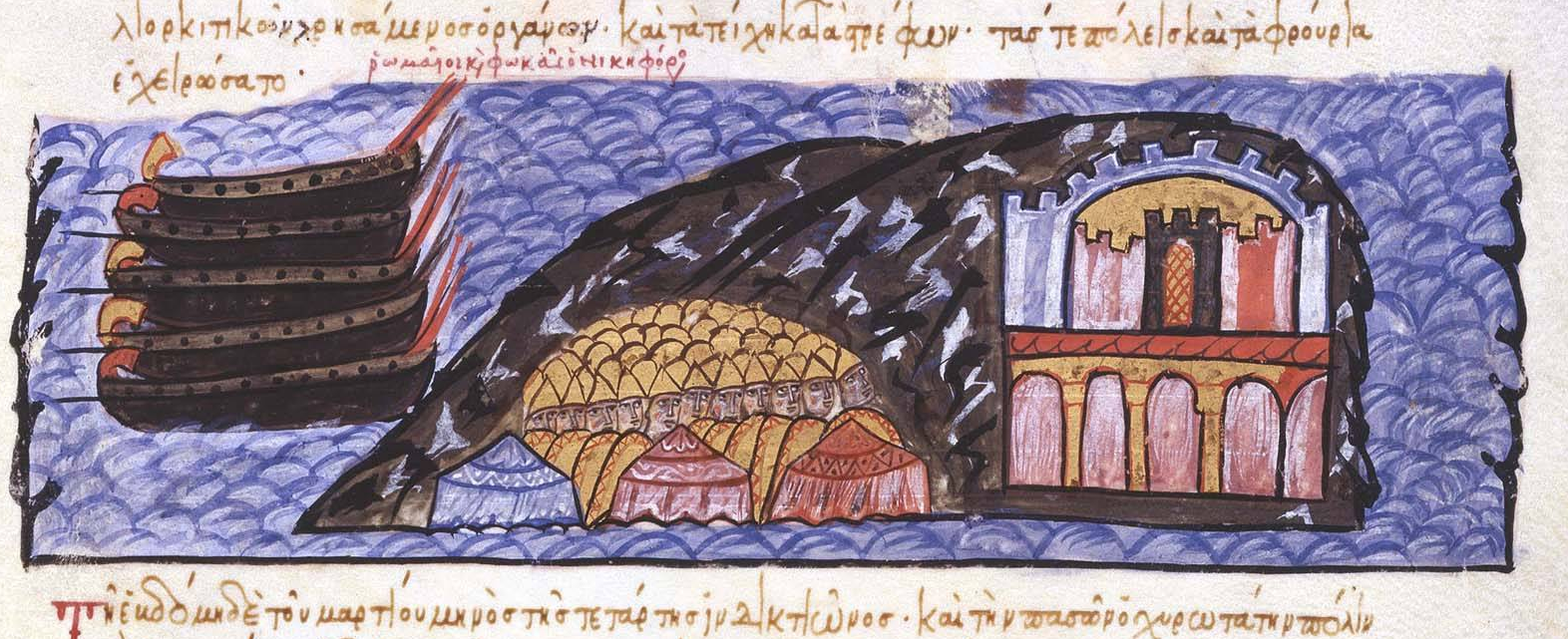
Cerco de Chandax; iluminura do Escilitzes de Madri

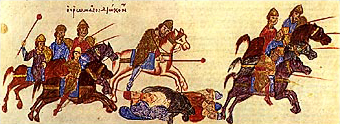
Perseguição dos rus' pelos bizantinos; iluminura do Escilitzes de Madri

A pirataria cretense atingiu um novo pico nas décadas de 930 e 940, devastando o sul da Grécia, Atos e a costa ocidental da Ásia Menor. Em resultado disso, o imperador Constantino VII (r. 913–959) enviou uma nova expedição à ilha em 949. Esta foi derrotada num ataque surpresa, um fracasso que os cronistas bizantinos descrevem como resultado da incompetência e inexperiência do comandante, o eunuco e camareiro-mor (paracemomeno) Constantino Gongila. O imperador não desistiu, e durante os últimos anos do seu reinado iniciou a preparação de outra expedição, a qual seria levada a cabo já no reinado do seu sucessor, Romano II (r. 959–963), que confiou o comando ao notável general Nicéforo Focas (futuro imperador Nicéforo II Focas). À frente de uma enorme armada e exército, Focas zarpou em junho ou julho de 960, desembarcou em Creta e derrotou as primeiras resistências muçulmanas. Seguiu-se um longo Cerco de Chandax, que se arrastou até ao inverno de 961, até que a cidade foi tomada de assalto a 6 de março.
A capital do emirado foi pilhada e as suas mesquitas e muralhas demolidas. Os habitantes foram mortos ou feitos escravos, enquanto que o último emir da ilha, Abdalazize ibne Xuaibe (Curupas para os bizantinos) e o seu filho al-Numane (Anemas) foram feitos prisioneiros e levados para Constantinopla, onde Nicéforo celebrou o seu triunfo. Creta foi transformada num tema bizantino e os muçulmanos que restaram foram convertidos ao Cristianismo por missionários como Nicão de Creta, o Metanita. Entre os convertidos encontrava-se o príncipe Anemas, que serviu no exército bizantino e morreu em combate em 971, na batalha de Dorostolo (atual Silistra), durante a guerra de 970-971 contra os Rus'.

## Legado

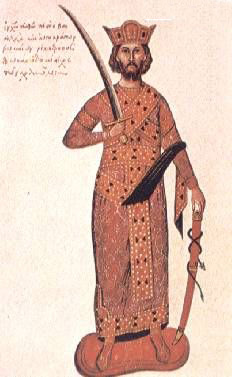
r., o comandante da reconquista de Creta antes de tornar-se imperador

Sabe-se muito pouco sobre o que se passou em Creta durante o domínio árabe, devido à escassez de registos históricos sobre a história interna do emirado, o que é acentuado pela quase total ausência de restos arqueológicos daquele período, à exceção do nome de alguns lugares que lembram a presença sarracena, possivelmente devido às destruições propositadas levadas a cabo pelos bizantinos após 961. Isso influenciou a perspetiva com que é encarado o emirado em geral — os estudiosos, baseando-se sobretudo nos registos bizantinos, têm apresentado o Emirado de Creta sob o ponto de vista dos bizantinos, isto é, essencialmente como um "ninho de corsários", sobrevivendo de pirataria e troca de escravo.
O panorama apresentado pelas poucas e dispersas fontes do mundo muçulmano é, contudo, bastante diferente: o emirado era um estado onde imperava a ordem, com uma economia monetária regular e com vastas ligações comerciais, e há provas de que Chandax era um centro cultural com alguma importância. A sobrevivência de numerosas moedas de ouro, prata e cobre, de peso e composição praticamente constantes evidencia uma economia forte e um elevado nível de vida entre a população. A economia era fortalecida pelo intenso comércio com o resto do mundo muçulmano, especialmente com o Egito, e por uma agricultura próspera. A necessidade de sustentar um estado independente e de ter acesso aos mercados do mundo muçulmano conduziram a uma intensificação da produção agrícola. É também possível que o cultivo de cana-de-açúcar tenha sido introduzido em Creta durante a vigência do emirado.
Não é certo o que aconteceu aos cristãos da ilha depois da conquista muçulmana. A perspectiva tradicional é que a maior parte foi convertida ao Islão ou expulsa. No entanto, das fontes muçulmanas infere-se que o Cristianismo continuou a existir em Creta, apesar de algumas fontes muçulmanas referirem que a maior parte dos cristãos cretenses eram descendentes de ibéricos ou imigrantes mais recentes. Também há evidências da existência de fações rivais na ilha, tanto cristãs como muçulmanas. Por exemplo,  Teodósio, o Diácono, autor do poema épico "O Saque de Creta", relata que "os habitantes de penhascos e cavernas" liderados pelo seu chefe Caramuntes desceram das montanhas durante o cerco de Nicéforo Focas a Chandax. Aparentemente a população rural foi pouco importunada e permaneceu cristã. Os muçulmanos (incluindo locais convertidos) habitavam predominantemente nas cidades.

## Lista de emires de Creta

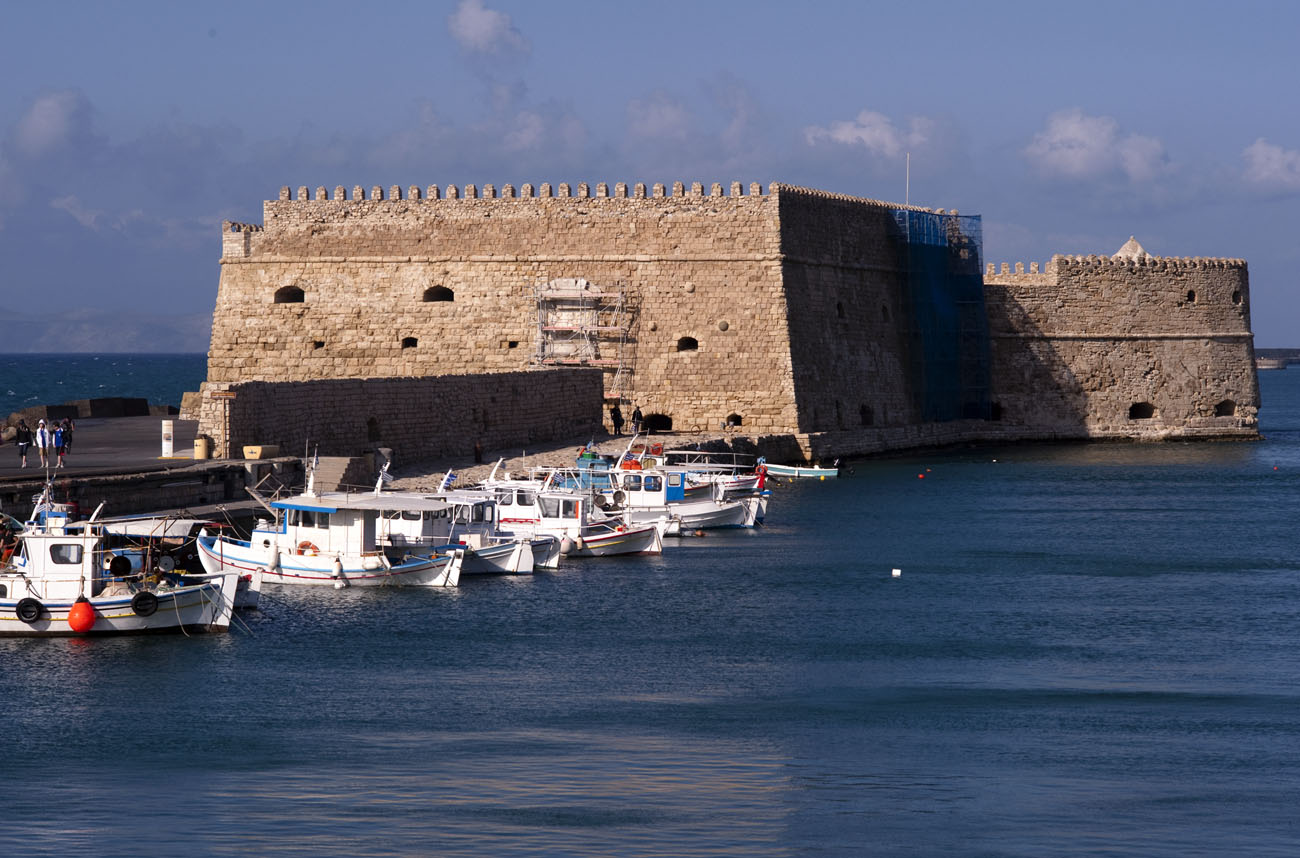
A fortaleza veneziana de Heraclião, a capital do emirado, então chamada Chandax (Rabade Ral-Handaque; castelo do fosso), construída três ou quatro séculos depois da saída dos sarracenos

A sucessão dos emires de Creta foi estabelecida a partir de fontes bizantinas e árabes e, sobretudo, através da numismática. As datas dos reinados são apenas aproximadas e muito pouco precisas:
| Nome em árabe                                                             | Nome nas fontes gregas | Reinado           |
| ------------------------------------------------------------------------- | ---------------------- | ----------------- |
| Abu Hafes I (Abu Hafes Omar I ibne Xuaibe ibne Issa al-Galiz al-Icritixe) | Apoapses               | 827/828 - ca. 855 |
| Xuaibe I ibne Omar                                                        | Saipes ou Sete         | ca. 855–880       |
| Abu Abedalá Omar II ibne Xuaibe                                           | Babdel                 | ca. 880–895       |
| Maomé ibne Xuaibe Alzarcune                                               | Zercunes               | ca. 895–910       |
| Iúçufe ibne Omar II                                                       |                        | 910–915           |
| Ali ibne Iúçufe ibne Omar                                                 |                        | ca. 915–925       |
| Amade ibne Omar II                                                        |                        | 925–940           |
| Xuaibe II ibne Amade                                                      |                        | ca. 940–943       |
| Ali ibne Amade                                                            |                        | ca. 943–949       |
| Abdalazize ibne Xuaibe II                                                 | Curupas                | 949–961           |

Anumane ibne Abedalazize (Anemas nas fontes bizantinas), filho do último emir, foi capturado e serviu no exército bizantino e morreu em combate na Bulgária em 971.